# Mordet på Ida Fässberg
Mordet på Ida Fässberg ägde rum den 30 juni 2013 då tvåbarnsmamman Ida Fässberg, född 15 september 1989, mördades i sin lägenhet i Trollhättan. Mordet blev mycket uppmärksammat medialt, och hennes ex-pojkvän Andréas Johansson dömdes, mot sitt nekande, till 16 års fängelse för mordet.

## Mordet
Vid lunchtid den 30 juni 2013 fick polisen i Trollhättan ett larm om blodspår i en trappuppgång i området Dannebacken i Trollhättan. Blodspåren ledde till en lägenhet där den 23-åriga Ida Fässberg bodde tillsammans med sina två barn. Polisens insatsstyrka skickades till lägenheten och stora blodspår påträffades, tillsammans med ett ensamt småbarn. Polisen rubricerade händelsen som bortförande, alternativt mord.

### Bilbrand och misstänkt gärningsman
En kort tid efter att polisen påträffat blodspår i lägenheten fick räddningstjänsten ett larm om en brinnande bil utanför Grästorp, öster om Trollhättan. Bilen stod skriven på Andréas Johansson och som senare blev dömd för mordet och som Fässberg tidigare haft en relation med. Johansson anhölls misstänkt för människorov, men släpptes senare fri, då bevisen inte räckte för häktning.

#### Nazistkopplingar
Johansson var välkänd av polisen, då han under 1990-talet varit en ledande person inom det nazistiska partiet Nationalsocialistisk front i Trollhättan. Han dömdes för misshandel av en somalisk man i Trollhättan 1993 och har sedan dess blivit dömd för bland annat grov kvinnofridskränkning, kvinnomisshandel och hets mot folkgrupp. Han har även fått besöksförbud av flera kvinnor som han tidigare haft en relation med.

#### Stärkta misstankar
I mitten av juli stärktes återigen misstankarna mot Johansson, som då häktades i sin frånvaro på sannolika skäl misstänkt för mord. Han blev samtidigt internationellt efterlyst. Polisen kunde knyta honom till lägenheten då de bland annat hittat hans DNA på en ölburk. Johansson hade då åkt till Warszawa tillsammans med en vän och anmält sig frivilligt på den svenska ambassaden. Av en polsk domstol blev han senare utlämnad till Sverige.

### Fyndet
Parallellt med att Johansson gripits inleddes sökinsatser efter Fässberg, anordnade av Missing People, dock utan resultat. Den 8 augusti 2013 påträffades Fässbergs kropp i en skogsdunge i Grästorp. Rättsmedicinsk utredning kunde konstatera att Fässberg misshandlats till döds.

### Dom
Johansson dömdes, mot sitt nekande, till 16 års fängelse för mord av både tingsrätten och hovrätten. Ytterligare två män dömdes till ett års fängelse vardera för grovt skyddande av brottsling efter att ha hjälpt Johansson att transportera bort kroppen från lägenheten.

## Hjälp av Flashback
Internetforumet Flashback fick en betydande roll i lösningen av mordet, då användaren ReimerDenYngre bland annat tipsade om brandplatsen för den brinnande bilen. Användaren hade tidigare tipsat polisen utan gehör, och vände sig då till Flashback. ReimerDenYngre hade på brandplatsen funnit utspridda tygbitar, som han tillsammans med andra användare på Flashback, kunde pussla ihop till ett emblem tillhörande fotbollsklubben FC Barcelona. Johansson hade setts bära en liknande tröja kort efter Fässbergs försvinnande.

## I media
Mordet uppmärksammades hösten 2019 i ett avsnitt av kriminalprogrammet Svenska fall.